# Левін Юхим Миронович
Левін Юхим Миронович (10.12.1895, Київ - 14.11.1961, Вінниця) – лікар-дерматовенеролог, доктор медичних наук (1946), професор (1947).

## Життєпис
Народився в родині робітників. Середню освіту здобув у 1917 р., склавши іспит на атестат зрілості у третій Київській гімназії. Того ж року вступив на перший курс медичного факультету Київського університету (згодом він став медичною академією, а потім медичним інститутом) і закінчив його 1 березня 1922 р. Пройшов обов'язкове річне лікарське стажування і обрав своєю спеціальністю дерматовенерологію. Упродовж 1923-1930 рр. працював штатним науковцем у дерматологічній секції при Київській науково-дослідній кафедрі клінічної медицини. Підготував і захистив 28 вересня 1929 р. при Українській академії наук дисертацію на тему «Новые данные к учению о токсическом действии арсенобензольных препаратов на печень» на вчений ступінь доктора медицини, що і затвердила президія управління науки при Наркомпросвіти 8 червня 1930 р. У березні 1932 р. Вища центральна кваліфікаційна комісія НКЗ УРСР присудила Ю. М. Левіну вчене звання професора дерматовенерології.
Упродовж 1930-1938 рр. завідував відділами експериментальної дерматовенерології та промислових і професійних захворювань шкіри Київського дерматовенерологічного інституту. У грудні 1931 р. очолив кафедру шкірних і венеричних хвороб Київського стоматологічного інституту. Упродовж 1937-1941 рр. – завідувач кафедри шкірних та венеричних хвороб 2-го Київського медичного інституту.  Під час Другої світової війни (з 29 липня 1941 до 1 жовтня 1944 рр.) завідував кафедрою шкірних і венеричних хвороб об'єднаного Київського медичного інституту (утворився від злиття 1-го та 2-го Київських медінститутів), який працював у Челябінську. Після звільнення України від нацистських загарбників професор Ю. М. Левін завідував кафедрою шкірних і венеричних хвороб Одеського інституту удосконалення лікарів, а з 16 липня 1945 р. до 14 листопада 1961 р. працював завідувачем кафедри шкірних і венеричних хвороб Вінницького державного медичного інституту. Протягом багатьох років Ю. М. Левін був головою Вінницького обласного товариства дерматовенерологів. Пішов із життя 14 листопада 1961 р. Похований на кладовищі "Підлісне" у Вінниці.

## Наукова та лікарська діяльність
Завдяки зусиллям Ю. М. Левіна на кафедрі шкірних та венеричних хвороб Вінницького державного медичного інституту відроджувалася науково-дослідна робота, підвищувався рівень навчально-методичної, лікувально-консультативної роботи викладачів і працівників закладів охорони здоров’я, був створений муляжний музей для удосконалення навчання студентів. Науковий і практичний досвід вченого відображений у понад 90 наукових працях (монографії, статті, методичні листи, брошури), 38 з яких були опубліковані в іноземних наукових журналах німецькою та французькою мовами.  
Основними напрямами наукових досліджень Ю. М. Левіна у післявоєнний період було поглиблене дослідження захворюваності на дерматози працівників цукрових заводів Вінницької області. Державного значення набувало на той час обстеження робітників цукрової промисловості на предмет виявлення гнійничкових захворювань шкіри. Ю. М. Левін встановив, що саме гнійничкові захворювання шкіри (піодермії) є причиною більшості випадків тимчасової непрацездатності працівників цукрових заводів Вінниччини. Значну увагу науковець приділяв питанням діагностики та лікування сифілісу, гонореї, псоріазу, екземи, впливу препаратів миш’яку та вісмуту на функцію печінки. Під його керівництвом на кафедрі було захищено дві кандидатські дисертації.  
З наукових праць професора Ю. М. Левіна необхідно відзначити монографії: «Метод «токсин-антивірусу» для діагностики гонореї» (1936), «Новые данные к учению печень-сифилис-сальварсан» (1937), «Костная проводимость при сифилисе и ее клиническое значение» (спільно із проф. М. М. Левіним) (1957), а також статті: «Значение нервной системы в этиологии и патогенезе экземы» (1926), «О токсическом влиянии сальварсана» (1926), «Опыт диагностики гонорейных заболеваний внутрикожными инъекциями живых и мертвых культур гонококков» (1932), «Опыт лечения чешуйчатого лишая паравертебрально-зональной новокаиновой блокадой» (1959) та ін. Творчі здобутки вченого свідчать про широке коло його  наукових інтересів.
Педагогічну, наукову, лікарську і громадську діяльність професора Ю. М. Левіна відзначено почесними нагородами держави та громадськості.

## Наукові праці Ю. М. Левіна
1. Левин Е. М. О диагностическом значении внутрикожных иньекций живых и мертвых культур гонококков / Е. М. Левин, М. И. Финк // Советский вестник венерологии и дерматологии. – 1932. – № 6. – С. 55–60.
2. Левин Е. М. Новые данные к учению о токсическом действии арсенобензольных препаратов на печень (из Киевской клиники для усовершенствования врачей) / Е. М. Левин // Труды 3-го Всесоюзного сьезда по борьбе с венерическими болезнями. – Москва-Ленинград, 1932 – С. 171–175. 
3. Левин Е. М. К вопросу о “немой” инфекции при экспериментальном сифилисе кроликов / Е. М. Левин // Казанский медицинский журнал. – 1932. – № 8-9. – С. 656-661.
4. Левин Е. М. Опыт работы бригады Киевского дерматологического института в сфере деятельности машинотракторной станции / Е. М. Левин, Я. М. Левин, М. М. Левин [и др.] // Советский вестник дерматологии и венерологии. – 1934. – № 5. – С. 402–408.
5. Левин Е. М. Экспериментальные исследования по теории аутоантител при сифилисе / Е. М. Левин // Советский вестник дерматологии и венерологии. – 1935. – № 2. – С. 187-196.    
6. Левин Е. М. Новые данные к учению печень–сифилис–сальварсан: Клиническое исследование / Е. М. Левин. – Киев, 1937. – 141 с.
7. Левин Е. М. Материалы об этиологии отечной геморрагической эритемы / Е. М. Левин, М. М. Левин // Болезни нарушенного питания: сборник науч. трудов. – Киев, 1946. – С. 42-47.
8. Левин Е. М. Костная проводимость при сифилисе и ее клиническое значение / Е. М. Левин. – Смоленск, 1957. 
9. Левин Е. М. Гнойничковые заболевания кожи у рабочих сахарных заводов / Е. М. Левин, Ш. Е. Трахтенберг // Советская медицина. – 1958. – № 4. – С. 144-147.
10. Левин Е. М. Опыт лечения чешуйчатого лишая паравентрально-зональной новокаиновой блокадой / Е. М. Левин, Е. И. Блиндман // Советская медицина. – 1959. – № 10. – С. 130–132.